# وقار عروجف
وقار نریمان‌اوغلو عروجف (به روسی: Вугар Нариманович Оруджёв) (متولد ۲۶ اکتبر ۱۹۷۱ در باکو) کشتی‌گیر سابق آذربایجانی‌تبار کشتی آزاد است که برندهٔ مدال برنز المپیک ۱۹۹۲ بارسلون و برندهٔ دو مدال طلا و یک نقره قهرمانی جهان در وزن ۴۸ کیلوگرم شده‌است. عروجف یک مدال طلا، یک نقره و دو برنز قهرمانی اروپا و یک مدال طلای جام جهانی را نیز در کارنامه دارد.
عروجف پس از فروپاشی شوروی در قهرمانی جهان ۱۹۹۳ برای تیم ملی بلاروس مسابقه داد و به مدال نقره رسید اما در سال‌های بعد برای تیم ملی روسیه مسابقه می‌داد و در المپیک ۱۹۹۶ آتلانتا هم برای روسیه شرکت کرد که به مقام چهارم رسید.